# Дамбо (филм из 2019)
Дамбо (енгл. Dumbo) је амерички фантазијски филм из 2019. године снимљен у режији Тима Бертона, са сценариом Ерена Кругера. Филм је инспирисан на Волт Дизнијевом истоименом анимираном филму из 1941. године, базираном на истоименој новели Хелен Аберсон и Харолда Перла. Главне улоге у филму, тумачили су Колин Фарел, Мајкл Китон, Дени Девито, Ева Грен и Алан Аркин; филм прати породицу која ради у неуспешном путујућем циркусу, али један од њихових слонова са екстремно великим ушима, Дамбо, има способност летења.
Планови за филмску адаптацију Дамба уживо су објављени 2014. године, а Бертон је потврђен као режисер у марту 2015. године. Велики део глумаца потврђен је у марту 2017, док је главно фотографисање започела је у јулу те године у Енглеској, а трајало је до новембра исте године. То је први од три римејка које је Дизни објавио у 2019. години, заједно са филмовима Аладин и Краљ лавова.
Српску синхронизацију је 2019. године урадио студио Ливада Београд. Филм је премијерно приказан 30. марта 2019, а почеће са приказивањем 4. априла 2019. године.

## Улоге
| Име лика             | Глумац/ица     | Српски глас         |
| -------------------- | -------------- | ------------------- |
| Холт Фаријер         | Колин Фарел    | Небоjша Миловановић |
| Ви Еј Вандевир       | Мајкл Китон    | Драган Мићановић    |
| Макс Медичи          | Дени Девито    | Миленко Павлов      |
| Колет Маршан         | Ева Грен       | Нина Jанковић       |
| Џеј Грифин Ремингтон | Алан Аркин     | Марко Баћовић       |
| Мили Фаријер         | Нико Паркер    | Андреа Jосић        |
| Џо Фаријер           | Финли Хобинс   | Данило Арнаутовић   |
| Прамеш Синг          | Рошан Сет      | Бора Ненић          |
| Ронго                | Деобиа Опареи  | Никола Немешевић    |
| Нилс Скелиг          | Џозеф Гат      | Боjан Кривокапић    |
| Сотеби               | Даглас Рајт    | Небоjша Кундачина   |
| Руфус Соргам         | Филип Зимерман | Милош Влалукин      |
| Госпођица Атлантида  | Шарон Руни     | Боjана Стаменов     |
| Баритон Бејтс        | Мајкл Буфер    | Ђорђе Давид         |
| Секретарица Верна    | Сенди Мартин   | Маjа Оџаклиjевска   |